# Algeria la Jocurile Olimpice de vară din 2016
Algeria a participat la Jocurile Olimpice de vară din 2016 de la Rio de Janeiro în perioada 5 – 21 august 2016, cu o delegație de 64 de sportivi, care a concurat în 13 sporturi. Comitetul Olimpic Algerian stabilise ca obiectiv obținerea a patru medalii. Cu două medalii de argint, Algeria s-a aflat pe locul 62 în clasamentul final. Bilanțul a fost considerat unul dezamăgitor.

## Participanți
Delegația algeriană a cuprins 64 de sportivi: 54 de bărbați și zece femeie (rezervele la fotbal, handbal, hochei pe iarbă și scrimă nu sunt incluse). Cel mai tânăr atlet din delegația a fost halterofila Bouchra Fatima Zohra Hirech (16 ani), cel mai vechi a fost maratonista Souad Aït Salem (37 de ani).
| Sport      | Masculin | Feminin | Total |
| ---------- | -------- | ------- | ----- |
| Atletism   | 12       | 3       | 15    |
| Badminton  | 8        | 0       | 8     |
| Canotaj    | 1        | 1       | 2     |
| Ciclism    | 2        | 0       | 2     |
| Fotbal     | 18       | 0       | 18    |
| Gimnastică | 1        | 1       | 2     |
| Haltere    | 1        | 1       | 2     |
| Judo       | 4        | 1       | 5     |
| Lupte      | 3        | 0       | 0     |
| Natație    | 1        | 0       | 1     |
| Navigație  | 1        | 2       | 3     |
| Scrimă     | 1        | 1       | 2     |
| Tir        | 1        | 0       | 1     |
| Total      | 54       | 10      | 64    |

## Medaliați
| Medalie | Nume              | Sport    | Probă            | Dată      |
| ------- | ----------------- | -------- | ---------------- | --------- |
| Argint  | Taoufik Makhloufi | Atletism | 800 m masculin   | 15 august |
| Argint  | Taoufik Makhloufi | Atletism | 1.500 m masculin | 20 august |

## Natație
| Sportiv          | Probă       | Calificări | Calificări | Semifinale   | Semifinale   | Finală       | Finală       |
| Sportiv          | Probă       | Timp       | Loc        | Timp         | Loc          | Timp         | Loc          |
| ---------------- | ----------- | ---------- | ---------- | ------------ | ------------ | ------------ | ------------ |
| Oussama Sahnoune | 100 m liber | 49,20      | 31         | Nu a avansat | Nu a avansat | Nu a avansat | Nu a avansat |
| Oussama Sahnoune | 50 m liber  | 22,27      | 25         | Nu a avansat | Nu a avansat | Nu a avansat | Nu a avansat |